# Art of Rally
Art of Rally (Eigenschreibweise art of rally) ist ein Rennspiel, das von Funselektor entwickelt und 2020 veröffentlicht wurde. Es ist nach Absolute Drift das zweite Spiel des Indie-Entwicklers.

## Spielprinzip
Ein klassischer Karrieremodus führt von den Anfängen des Rallye-Sports in den 1960er Jahren bis in die 90er Jahre vor. Die Autos sind nicht offiziell lizenziert und dennoch stark an ihre realen Vorbilder angelehnt. Gefahren wird auf zufällig zusammengestellten Etappen der Rallye Finnland, Sardinien, Norwegen, Japan, Deutschland und Kenia oder in einem freien Spiel, in dem die Gegend erkundet werden kann.

## Entwicklung
Die Fahrphysik des Vorgängers Absolute Drift wurde verfeinert, um sie möglichst realistisch wirken zu lassen. Hierfür besuchte Entwickler Dune Casu die DirtFish-Rallye-Fahrschule in Nordamerika und eine Fahrschule in Neuseeland mit Fahrzeugen der Rallye-Weltmeisterschaft der 1990er. Inspiriert von der Colin-McRae-Rally-Serie schuf er ein eigenes Rallye-Spiel mit minimalistischer Low-Poly-Art-Optik.

## Fahrzeuge
1960er Jahre
- Alpine A110
- Austin Mini Cooper
- Ford Escort
- Lancia Fulvia
- Porsche 911
- Renault 8

1970er Jahre
- Alpine A310
- BMW 02
- Ferrari 308 GTB
- Fiat 131 Abarth
- Ford Escort
- Lancia Stratos HF
- Mazda RX-3
- Piaggio Ape
- Renault 17
- Skoda 130
- Skoda 200
- Volkswagen LT

1980er Jahre
- Alfa Romeo Alfetta Turbodelta
- Audi quattro
- Audi Sport quattro
- BMW M1
- BMW M3
- Datsun 160J
- Datsun 240Z
- Ferrari 288 GTO
- Ford Escort RS1700T
- Ford RS200
- Ford Sierra
- Lada Samara
- Lancia Rally 037
- Lancia Delta S4
- Lancia ECV
- Mazda RX-7
- Nissan 240RS
- Opel Kadett E
- Peugeot 205 Turbo 16
- Peugeot 405 Turbo 16
- Porsche 959
- Renault 5 Turbo
- Scania 113 H
- Toyota 222D
- Toyota Sprinter
- Volkswagen LT
- Volvo 240 Turbo

1990er Jahre
- Ford Escort RS Cosworth
- Lancia Delta
- Mitsubishi Lancer Evolution VI
- Subaru Impreza
- Toyota Celica GT4

2000er Jahre
- KamAZ-4911

2010er Jahre
- Ford Transit

## Rezeption
PC Games lobte die Gestaltung der Landschaften, bemängelte jedoch, dass das Fahren schnell monoton werde, da die Herausforderung fehle. Klassische Rallye-Elemente wie Ansagen durch den Beifahrer fehlen. Die Fahrzeuge nehmen bei Kollisionen kaum Schaden. Die Switch Version sei schlampig portiert. Die Framerate breche ein, die Darstellung sei hässlich und die Tastenbelegung nicht konfigurierbar. Auf der Xbox One müsse man hingegen nur kleine grafische Abstriche machen. Auf Xbox wie PC sei das Spiel eine liebevoll gemachte, stimmungsvolle und sehr umfassende Zeitreise durch die Geschichte des Rallyesports. Die Balance aus Arcade und Simulation sei gelungen. Die deutlich höhere Kameraperspektive erinnere an die Micro Machines Spiele. Der freie Erkundungsmodus erinnere an Forza Horizon. Das stilisierte Spiel wirke wie ein Kunstwerk.